# Canton du Moyen Adour
Le canton du Moyen-Adour est une circonscription électorale française du département des Hautes-Pyrénées.

## Histoire
Un nouveau découpage territorial des Hautes-Pyrénées entre en vigueur à l'occasion des élections départementales de 2015. Il est défini par le décret du 25 février 2014, en application des lois du 17 mai 2013 (loi organique 2013-402 et loi 2013-403). Les conseillers départementaux sont, à compter de ces élections, élus au scrutin majoritaire binominal mixte. Les électeurs de chaque canton élisent au Conseil départemental, nouvelle appellation du Conseil général, deux membres de sexe différent, qui se présentent en binôme de candidats. Les conseillers départementaux sont élus pour 6 ans au scrutin binominal majoritaire à deux tours, l'accès au second tour nécessitant 12,5 % des inscrits au 1er tour. En outre la totalité des conseillers départementaux est renouvelée. Ce nouveau mode de scrutin nécessite un redécoupage des cantons dont le nombre est divisé par deux avec arrondi à l'unité impaire supérieure si ce nombre n'est pas entier impair, assorti de conditions de seuils minimaux. Dans les Hautes-Pyrénées, le nombre de cantons passe ainsi de 34 à 17.
Le canton du Moyen-Adour est formé de communes des anciens cantons de Séméac (9 communes) et de Laloubère (6 communes). Il est entièrement inclus dans l'arrondissement de Tarbes. Le bureau centralisateur est situé à Barbazan-Debat.

## Représentation
| Période élective | Période élective | Mandat | Mandat   | Identité               | Nuance | Nuance | Qualité                                                  |
| ---------------- | ---------------- | ------ | -------- | ---------------------- | ------ | ------ | -------------------------------------------------------- |
| 2015             | 2021             | 2015   | 2021     | Isabelle Loubradou     |        | PS     | Fonctionnaire Adjointe au maire d'Odos                   |
| 2015             | 2021             | 2015   | 2021     | Jean-Christian Pédeboy |        | PRG    | Chef d'entreprise Maire de Barbazan-Debat                |
| 2021             | 2028             | 2021   | en cours | Geneviève Quertaimont  |        | DVD    | Chargée d'études à la MSA Adjointe au maire de Laloubère |
| 2021             | 2028             | 2021   | en cours | Jean-Michel Ségneré    |        | LR     | Chef d'entreprise Maire de Horgues                       |

### Résultats détaillés

#### Élections de mars 2015
À l'issue du 1er tour des élections départementales de 2015, deux binômes sont en ballottage : Isabelle Loubradou et Jean-Christian Pedeboy (Union de la Gauche, 36,86 %) et Pascale Aubard et Jean-Michel Segnere (Union de la Droite, 31,13 %). Le taux de participation est de 55,87 % (6 561 votants sur 11 743 inscrits) contre 54,65 % au niveau départemental et 50,17 % au niveau national.
Au second tour, Isabelle Loubradou et Jean-Christian Pedeboy (Union de la Gauche) sont élus avec 54,02 % des suffrages exprimés et un taux de participation de 57,43 % (3 362 voix pour 6 753 votants et 11 759 inscrits).
Isabelle Loubradou est apparentée au groupe PS.

#### Élections de juin 2021
Le premier tour des élections départementales de 2021 est marqué par un très faible taux de participation (33,26 % au niveau national). Dans le canton du Moyen Adour, ce taux de participation est de 39,27 % (4 731 votants sur 12 046 inscrits) contre 39,47 % au niveau départemental. À l'issue de ce premier tour, deux binômes sont en ballottage : Geneviève Quertaimont et Jean-Michel Ségneré (Divers, 50,94 %) et Isabelle Loubradou et Yves Loupret (DVG, 49,06 %).
Le second tour des élections est marqué une nouvelle fois par une abstention massive équivalente au premier tour. Les taux de participation sont de 34,36 % au niveau national, 39,92 % dans le département et 43,37 % dans le canton du Moyen Adour. Geneviève Quertaimont et Jean-Michel Ségneré (Divers) sont élus avec 50,01 % des suffrages exprimés (2 509 voix pour 5 227 votants et 12 052 inscrits),,.

## Composition
Le canton du Moyen Adour comprend quinze communes entières.
| Nom                                    | Code Insee | Intercommunalité           | Superficie (km2) | Population (dernière pop. légale) | Densité (hab./km2) | Modifier                                    |
| -------------------------------------- | ---------- | -------------------------- | ---------------- | --------------------------------- | ------------------ | ------------------------------------------- |
| Barbazan-Debat (bureau centralisateur) | 65062      | CA Tarbes-Lourdes-Pyrénées | 9,78             | 3 495 (2022)                      | 357                | modifier les données · modifier les données |
| Allier                                 | 65005      | CA Tarbes-Lourdes-Pyrénées | 3,69             | 441 (2022)                        | 120                | modifier les données · modifier les données |
| Angos                                  | 65010      | CA Tarbes-Lourdes-Pyrénées | 2,98             | 227 (2022)                        | 76                 | modifier les données · modifier les données |
| Arcizac-Adour                          | 65019      | CA Tarbes-Lourdes-Pyrénées | 5,10             | 600 (2022)                        | 118                | modifier les données · modifier les données |
| Bernac-Debat                           | 65083      | CA Tarbes-Lourdes-Pyrénées | 3,90             | 739 (2022)                        | 189                | modifier les données · modifier les données |
| Bernac-Dessus                          | 65084      | CA Tarbes-Lourdes-Pyrénées | 4,60             | 283 (2022)                        | 62                 | modifier les données · modifier les données |
| Horgues                                | 65223      | CA Tarbes-Lourdes-Pyrénées | 4,49             | 1 201 (2022)                      | 267                | modifier les données · modifier les données |
| Laloubère                              | 65251      | CA Tarbes-Lourdes-Pyrénées | 4,05             | 1 858 (2022)                      | 459                | modifier les données · modifier les données |
| Momères                                | 65313      | CA Tarbes-Lourdes-Pyrénées | 2,34             | 731 (2022)                        | 312                | modifier les données · modifier les données |
| Montignac                              | 65321      | CA Tarbes-Lourdes-Pyrénées | 1,07             | 136 (2022)                        | 127                | modifier les données · modifier les données |
| Odos                                   | 65331      | CA Tarbes-Lourdes-Pyrénées | 8,77             | 3 291 (2022)                      | 375                | modifier les données · modifier les données |
| Saint-Martin                           | 65392      | CA Tarbes-Lourdes-Pyrénées | 8,08             | 437 (2022)                        | 54                 | modifier les données · modifier les données |
| Salles-Adour                           | 65401      | CA Tarbes-Lourdes-Pyrénées | 2,48             | 568 (2022)                        | 229                | modifier les données · modifier les données |
| Sarrouilles                            | 65410      | CA Tarbes-Lourdes-Pyrénées | 4,21             | 541 (2022)                        | 129                | modifier les données · modifier les données |
| Vielle-Adour                           | 65464      | CA Tarbes-Lourdes-Pyrénées | 5,82             | 488 (2022)                        | 84                 | modifier les données · modifier les données |
| Canton du Moyen Adour                  | 6507       |                            | 71,36            | 15 036 (2022)                     | 211                | modifier les données                        |

## Démographie
En 2022, le canton comptait 15 036 habitants, en évolution de +1,24 % par rapport à 2016 (Hautes-Pyrénées : +1,59 %, France hors Mayotte : +2,11 %).
| 2013   | 2018   | 2022   |
| ------ | ------ | ------ |
| 14 680 | 14 956 | 15 036 |